# Nazaré (Portugal)
Nazaré (Aussprache: [nɐzɐ'ɾɛ]) ist eine am Atlantik gelegene portugiesische Stadt in der Unterregion Oeste der Region Centro und der historischen Provinz Estremadura, ca. 100 km nördlich von Lissabon gelegen. Sie hat 10.394 Einwohner (Stand 19. April 2021) und eine Fläche von 42,2 km².
Nazaré ist als Fischer- und Tourismusstadt sowie Wallfahrtsort bekannt. Sie ist Sitz des gleichnamigen Landkreises (Município da Nazaré) mit 14.881 Einwohnern und einer Gesamtfläche von 82,4 km².
Die Stadt hieß ebenso wie der Landkreis bis 1912 „Pederneira“ – ein Name, den heute noch der das historische Zentrum beherbergende Ortsteil trägt. Pederneira war eine der dreizehn Städte der Coutos de Alcobaça, dem Herrschaftsgebiet der Abtei von Alcobaça.
In jüngerer Zeit hat die große Welle nördlich von Nazaré die Aufmerksamkeit der internationalen Surfelite auf sich gezogen. Die Riesenwellen und die Surf-Events werden als Touristenattraktion vermarktet.

## Geografie

### Stadt

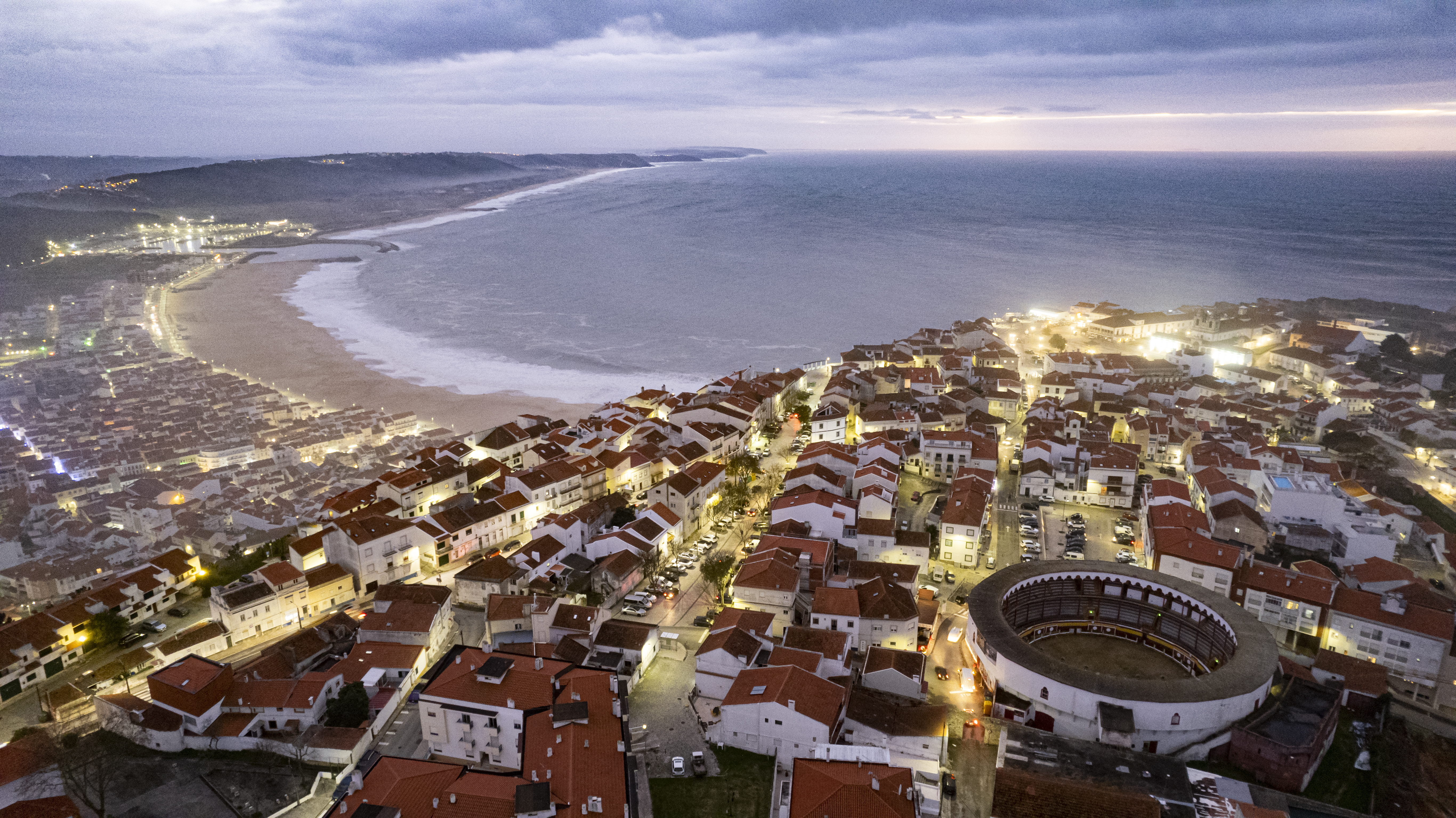
Nazaré

Nazaré verfügt über einen Fischereihafen, der in den 1980er Jahren vollständig erneuert und erweitert wurde. Die Bevölkerung lebt überwiegend vom Fischfang, der Fischverarbeitung und dem Fremdenverkehr, der durch die windgeschützte Lage an einem etwa 2 km langen Sandstrand begünstigt wird. Ein anderer Stadtteil Nazarés ist das auf einem in das Meer hinausragendem Felsplateau, 110 Meter oberhalb der Bucht von Nazaré liegende Sítio. Vom 13. bis Anfang des 20. Jahrhunderts war Sitio mit seinem Santuário de Nossa Senhora da Nazaré (Heiligtum Unserer Lieben Frau von Nazareth) die wichtigste Wallfahrtsstätte Portugals, und daher entwickelte sich Nazaré schon im 19. Jahrhundert zu einer bedeutenden Touristenstadt. Dieser Pilgerstätte entlehnte die Stadt im Jahre 1912 auch ihren heutigen Namen. Nazaré wurde 1936 zur Kleinstadt (Vila) erhoben. Von 1801 bis 1900 nahm die Bevölkerung Nazarés um fast 300 % zu, von 1900 bis 2000 dann nochmals um knapp 175 % und wies damit bei den alten Städten der Coutos de Alcobaça das größte Wachstum auf.

### Entstehung des Strands von Nazaré
Die Stadt Nazaré besteht aus drei Stadtteilen, den beiden Ortsteilen Sítio und Pederneira sowie dem sich am Strand entlangziehenden modernen Ortsteil, wo mittlerweile der größte Teil der Bevölkerung lebt. Diese Zone war bis zur zweiten Hälfte des 18. Jahrhunderts kaum besiedelt, zumal aufgrund der geologischen Formation das Meer gegen die dort von Pederneira aus steil zur Küste abfallenden Felswände schlug.
Im Laufe der Jahrhunderte wurden die Felsvorsprünge unter dem unablässig anrollenden Wellen geschliffen, zudem versandete die Bucht von Nazaré in gesamter Breite, so dass in geologisch außerordentlich kurzer Zeit vor der einstigen durch Gebirgszüge gebildeten Küstenlinie ein Sandstrand entstand, der sich von der weiterhin steil nach Sítio ansteigenden Felswand weg in südliche Richtung erstreckt, an dem sich heute das moderne Nazeré zum neuen Hafen hinzieht. Südlich des Hafens erreicht das angelandete Gelände eine Tiefe von anderthalb Kilometern. Vor der Mitte des 18. Jahrhunderts besaßen die Bewohner von Pederneira und Sítio am Strand nur ihre Fischerhütten, brachten sich und ihre sonstige Habe auch vor den ständigen Angriffen der Piraten in ihren teilweise befestigten Siedlungen auf den Anhöhen in Sicherheit. Ab Beginn des 18. Jahrhunderts ließen aber auch diese Überfälle nach, so dass nunmehr die Fischer unten am sich neu bildenden Strand zu siedeln begannen. Ende des 18. Jahrhunderts wurden dort bereits 58 Häuser gezählt. Ihre Boote ließen die Fischer nunmehr mit der Brandung in das Meer hineintreiben, die bei ihrer Rückkunft von Ochsengespannen wieder auf den trockenen Strand gezogen wurden. Diese zum Meer hin enge Lage fordert auch heute während der Herbst- und Winterstürme ihren Tribut, wenn an der Uferstraße die Bewohner ihre Läden, Restaurants und sonstige Einrichtungen je nach Wetterlage gegen die heranstürmende Flut mit Brettern verbarrikadieren müssen.

### Mittelalterlicher Hafen, Lagune von Pederneira

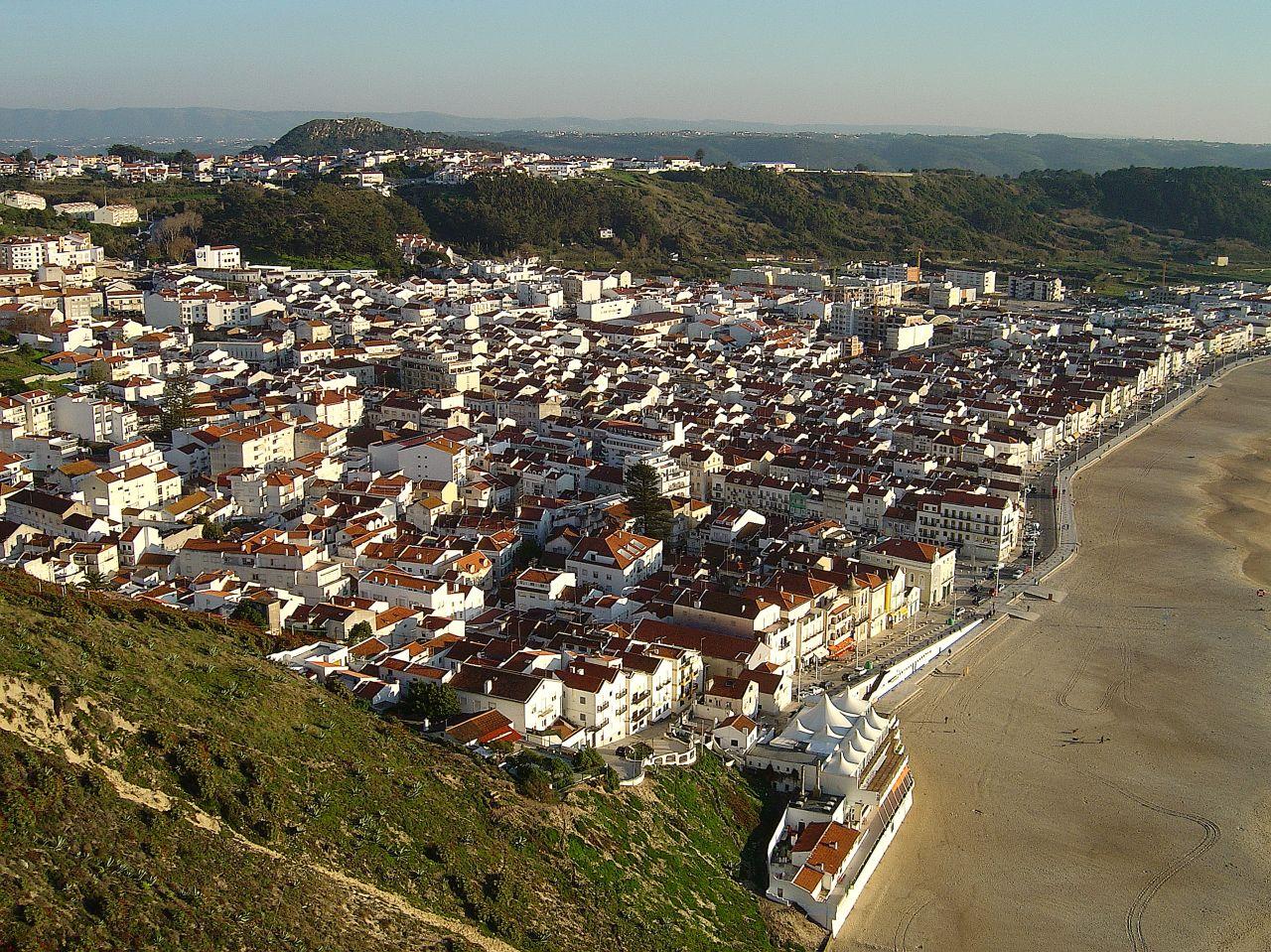
Nazaré mit Pederneira und dem Berg São Brás

Zum Süden hin öffnet sich die enge Zone, in der das moderne Nazaré liegt, und hinter dem weitläufigen Hafengelände befindet sich eine Ebene, die ebenfalls noch vor dem ansonsten die Küstenlinie bildenden Höhenzug liegt und die durch die in den letzten zwei bis drei Jahrhunderten eingetretenen Versandung dieses Bereichs entstanden ist.
Dort, wo der ansonsten die Küstenlinie verriegelnde Höhenzug in einer Breite von etwa zweihundert Metern unterbrochen wird, tritt der Fluss Alcoa durch diese Pforte aus einer hinter dem Höhenzug ebenfalls noch auf Meeresniveau liegenden Ebene aus und fließt nunmehr durch die neue knapp 1,5 km vorgelagerte versandete Ebene in das Meer. Noch bis zum Beginn des 18. Jahrhunderts reichte die Meeresbucht von Nazaré bis zu dieser Öffnung des Höhenzuges, die sich dann landeinwärts zu einer etwa 4 km tief ins Land reichenden und sich etwa 10 km nach Norden erstreckenden Lagune, der Lagune von Pederneira (Lagoa de Pederneira), weitete, teilweise dort wo heute das Bett des Flusses Alcoa verläuft. In diesem Bereich des Übergangs der Bucht zur Lagune befand sich noch bis zum 17. Jahrhundert der Hafen von Pederneira, der selbst von den größten hochseetauglichen Schiffen der damaligen Zeit genutzt werden konnte. Er war bereits ab dem 12. Jahrhundert ein Hafen der Abtei von Alcobaça und spielte auch noch zu Zeiten der portugiesischen Entdeckungsreisen des 15. und 16. Jahrhunderts eine wichtige Rolle. Hiervon kann man heute noch eine Vorstellung gewinnen, wenn man etwa 10 km südlich von Nazaré nach São Martinho do Porto blickt, wo hinter dem Gebirgszug, der das Land vom Meer bis auf eine schmale Öffnung von ebenfalls knapp zweihundert Metern Breite abriegelt, eine Lagune mit einem Ausmaß von etwa 1,4 Kilometer mal 900 Metern liegt, die im Mittelalter etwa 3 km ins Binnenland hinein bis nach Alfeizerão reichte und sich 10 km nach Süden erstreckte, die Lagoa de Alfeizerão. Diese Lagune wurde von der Lagune von Pederneira von einer schmalen, nur wenige hundert Meter breiten sich von Alfeizerão nach Famalicão hin ziehenden Geländeerhebung getrennt.
Auch die Lagune von Alfeizerão wurde von der Abtei von Alcobaça als Hafen genutzt. Der Hafen bei Pederneira war aber in den ersten Jahrhunderten der Herrschaft der Abtei der größere und die Bevölkerung von Pederneira hatte offenbar bereits im 12. Jahrhundert eine solche Eigenständigkeit, dass sie in den Urkunden des jungen portugiesischen Königreichs schon unter dem zweiten König von Portugal Sancho I. (1154–1211) Eingang fand, weil sie sich – erfolglos – gegen die königlich verfügte Abhängigkeit von der Abtei zur Wehr setzte. Die ursprünglich auch zur Salzgewinnung genutzte Lagune bildete sich im Laufe der Jahrhunderte zurück, deren Sümpfe von den Mönchen der Abtei Alcobaça, die im ganzen Lande für diese Kunst berühmt waren, mit großem Erfolg trockengelegt wurden. Noch heute durchzieht die gesamte Fläche ein Netz von Gräben. Im 17. Jahrhundert wurde der Hafen dann aus der Lagune zum offenen Meer hin verlegt, wo er noch eine Zeitlang als Porto da Vila de Pederneira betrieben wurde und wovon aus man mit flachen Booten auch noch Teile der Lagune befahren konnte.

### Gründe für die starke Verlandung in der Neuzeit

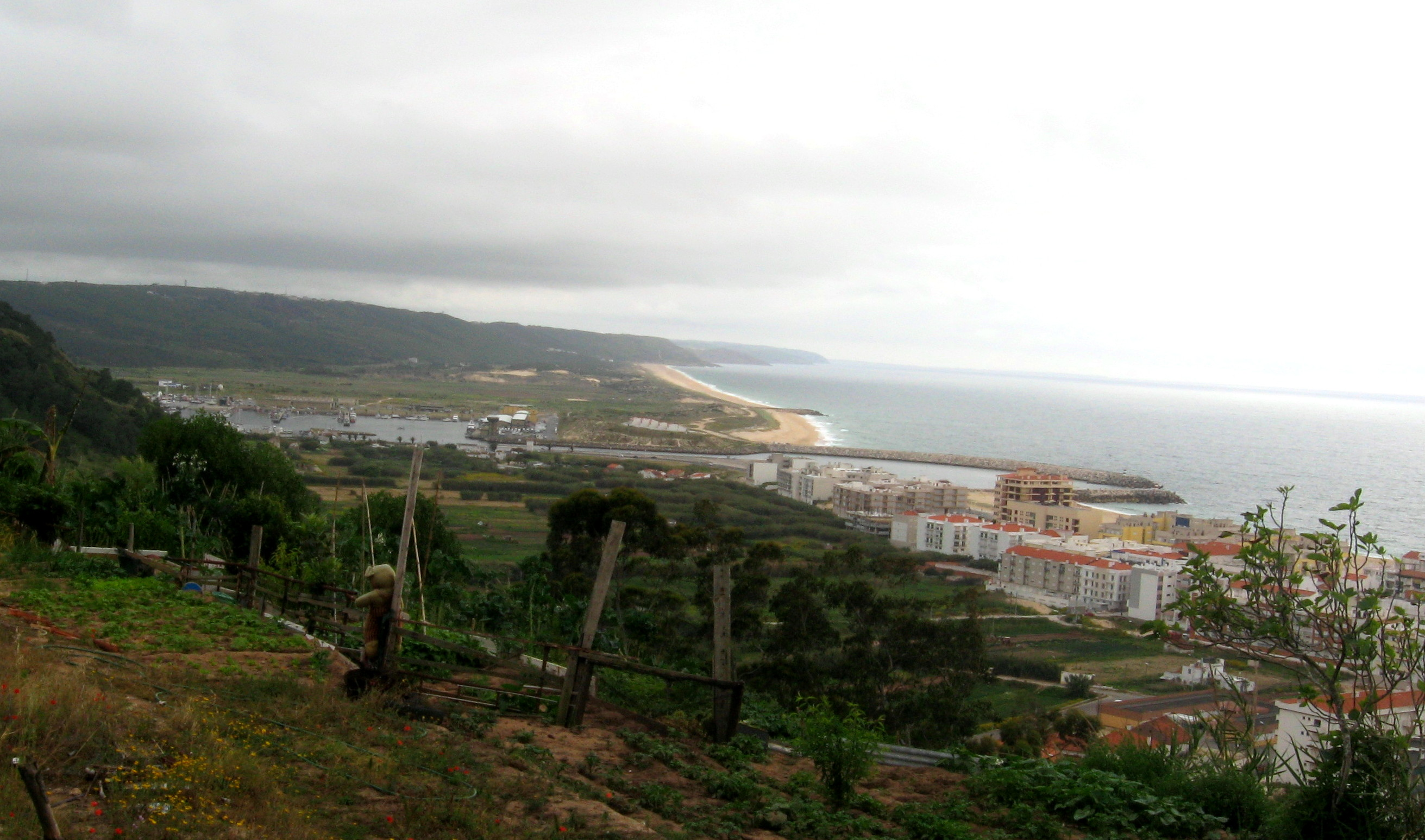
Blick auf das verlandete Gelände mit neuem Hafen

Das Verschwinden des Hafens und die gleichzeitig starke Verlandung auf der Seeseite des ansonsten die Küstenlinie bildenden Höhenzugs während der letzten 300 Jahre lässt auf eine schlüssige Erklärung noch warten. Ein Erklärungsversuch bringt dies mit der im Jahre 1772 stattgefundenen großen Flut, vermutlich durch einen Tsunami ausgelöst, in Zusammenhang, die selbst das etwa zehn Kilometer im Hinterland liegende Kloster von Alcobaça so im Schlamm der zurückflutenden Wassermassen versinken ließ, dass es Jahre für die Freiräumung benötigte. Die aus dem Hinterland zurückströmenden Wassermassen konnten aber in einer Breite von jeweils zehn Kilometer sowohl nach Süden wie nach Norden hin nur durch die etwa 200 Meter weite Pforte der alten Lagune abfließen, ansonsten ist der Zugang durch den geschlossenen Höhenzug verriegelt. Die sich hierbei in die Bucht ergießenden Schlammmassen können zur Beschleunigung der seither bekannten Verlandung erheblich beigetragen haben.
Ein Tiefseegraben vor Nazaré gilt als Ursache für sehr große Brandungswellen, die sich nach Stürmen vor Nazaré auftürmen. Extremsportler nutzen die Wellen zum Wellenreiten.

## Verwaltung

### Der Kreis Nazaré
| Gemeinde          | Einwohner (2021) | Fläche km² | Dichte Einw./km² | LAU- Code |
| ----------------- | ---------------- | ---------- | ---------------- | --------- |
| Famalicão         | 1.664            | 21,71      | 77               | 101101    |
| Nazaré            | 10.394           | 42,20      | 246              | 101102    |
| Valado dos Frades | 2.823            | 18,51      | 152              | 101103    |
| Kreis Nazaré      | 14.881           | 82,42      | 181              | 1011      |

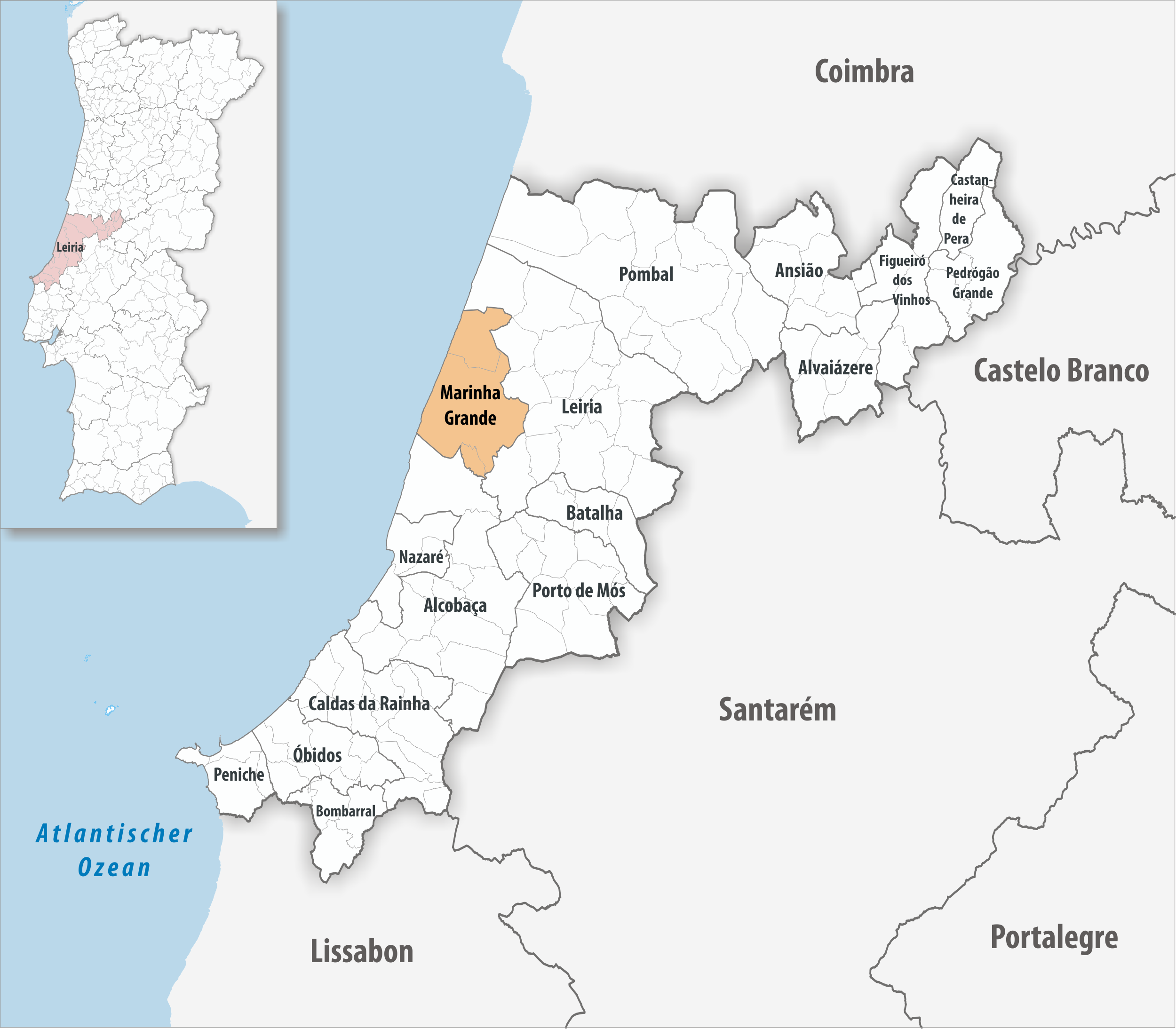
Kreis Marinha Grande

Nazaré ist wesentlicher Teil und Sitz des gleichnamigen kleinen Kreises, dem Município da Nazaré. Dieser Kreis wird mit Ausnahme seiner Küstenlinie vollständig von dem Nachbarkreis Alcobaça umschlossen, zu dessen historischem Herrschaftsgebiet er bis zur Schließung der Abtei von Alcobaça im Jahre 1833/34 – mit Ausnahme des Stadtteils Sítio – gehörte. Der Kreis besteht seit 1895 und bestand zuvor schon einmal von 1834 bis 1855. Ihm gehören noch zwei andere Gemeinden (Freguesias) an, die sich östlich anschließende Gemeinde Valado dos Frades mit 3100 Einwohnern (Stand 2001) und einer Fläche von 19,2 km² und die sich südlich anschließende Gemeinde Famalicão mit 1.600 Einwohnern (Stand 2001) und einer Fläche von 21,8 km². In Famalicão liegt nahe dem Meer mit der Kirche von São Gião eines der ältesten christlichen Gotteshäuser der iberischen Halbinsel.

### Bevölkerungsentwicklung
| Einwohnerzahl des Kreises von Nazaré (1801–2011) | Einwohnerzahl des Kreises von Nazaré (1801–2011) | Einwohnerzahl des Kreises von Nazaré (1801–2011) | Einwohnerzahl des Kreises von Nazaré (1801–2011) | Einwohnerzahl des Kreises von Nazaré (1801–2011) | Einwohnerzahl des Kreises von Nazaré (1801–2011) | Einwohnerzahl des Kreises von Nazaré (1801–2011) | Einwohnerzahl des Kreises von Nazaré (1801–2011) | Einwohnerzahl des Kreises von Nazaré (1801–2011) |
| ------------------------------------------------ | ------------------------------------------------ | ------------------------------------------------ | ------------------------------------------------ | ------------------------------------------------ | ------------------------------------------------ | ------------------------------------------------ | ------------------------------------------------ | ------------------------------------------------ |
| 1801                                             | 1849                                             | 1900                                             | 1930                                             | 1960                                             | 1981                                             | 1991                                             | 2001                                             | 2011                                             |
| 2 877                                            | 4 277                                            | 8 393                                            | 10 406                                           | 13 511                                           | 15 436                                           | 15 313                                           | 15 060                                           | 15 158                                           |

### Städtepartnerschaften
- Spanien: Badajoz
- Frankreich: Nogent-sur-Marne
- Japan: Zushi

## Ascensor de Nazaré

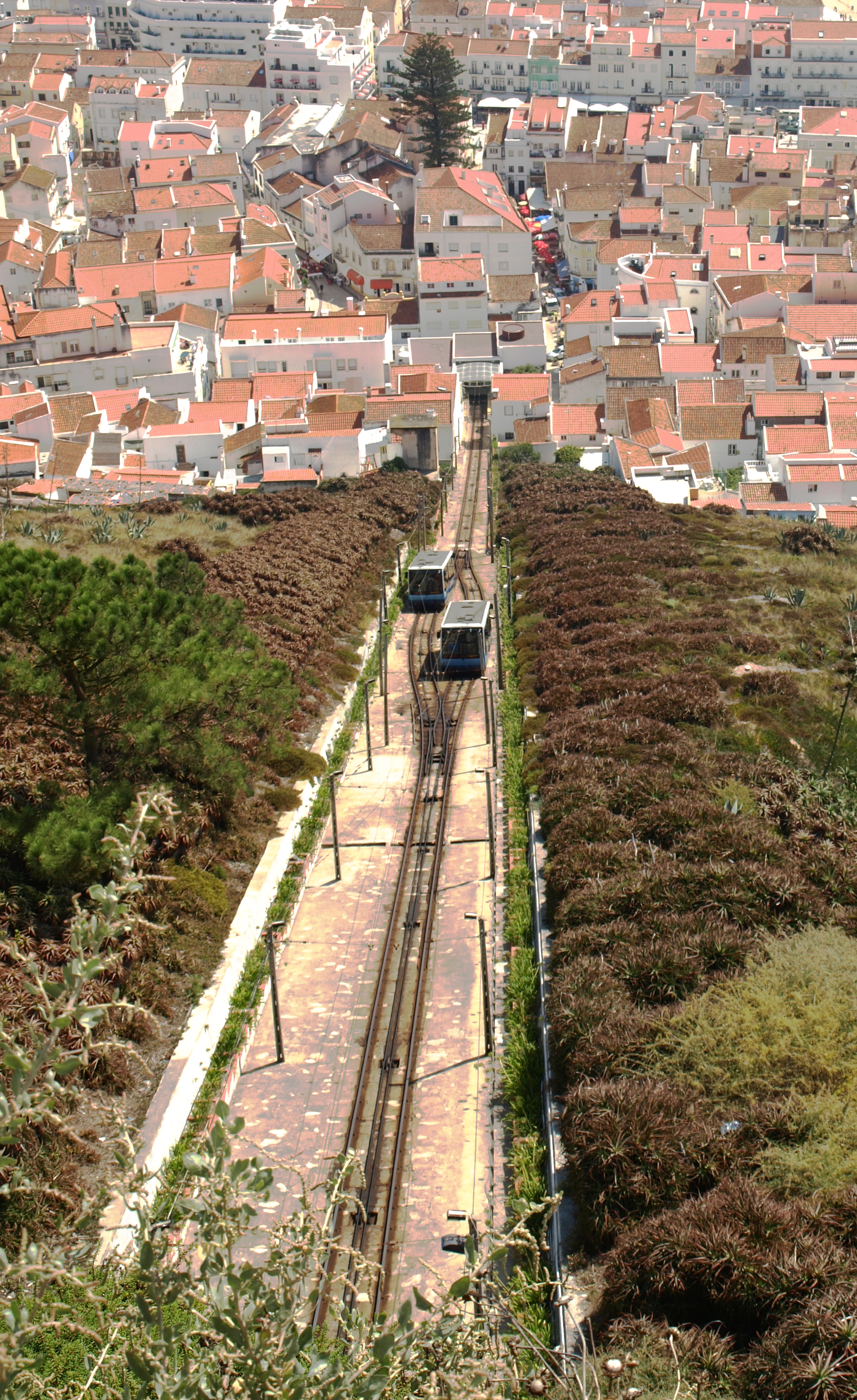
Ascencor – Verbindung Nazaré-Strand und Sítio

Der moderne Teil Nazarés entstand in einer in der zweiten Hälfte des 18. Jahrhunderts einsetzenden starken baulichen Entwicklung, die bereits im 19. Jahrhundert ihren Höhepunkt mit der Verbindung von Nazaré-Strand mit Sítio durch eine Bergbahn, dem Ascensor de Nazaré, fand. Seitdem überwindet die Bahn auf einer 318 Meter langen Strecke mit einer Steigung von 42 % den zwischen den beiden Ortsteilen bestehenden Höhenunterschied von 110 Metern. Die Bahn wurde von Raoul Mesnier du Ponsar konstruiert, der auch den Elevador de Santa Justa von 1902 in Lissabon geplant hat. Der Aufzug von Nazaré, wie die Portugiesen die Bahn nennen, wurde am 28. Juli 1889 eingeweiht und verbindet seitdem mit einer fünfjährigen Unterbrechung zwischen 1963 und 1968 die durch eine Steilwand getrennten Ortsteile. Im Jahre 1963 hatte es den einzigen Unfall mit zwei Toten und einer größeren Anzahl von Verletzten gegeben, wobei eine der beiden Kabinen zerstört wurde. Die Verbindung zwischen Nazaré-Strand und Sítio diente in den ersten Jahrzehnten vor allem der Beförderung der Wallfahrer zum Heiligtum Unserer Lieben Frau von Nazareth, während später dann die Verbindung auch zunehmend Bedeutung für die medizinische Versorgung der Bevölkerung erlangte, nachdem die Confraria de Nossa Senhora da Nazaré (Bruderschaft Unserer Frau von Nazareth) (bzw. deren Rechtsvorgänger die Real Casa da Nossa Senhora da Nazaré, Königliches Haus Unserer Frau von Nazaré), der bis heute die Verwaltung der Einrichtungen des Heiligtums obliegt, dort ab 1878 ein Hospital betrieb. In heutiger Zeit ist Sitio auch mit dem Auto über einen etwa fünf Kilometer langen Umweg vom Strand aus zu erreichen.

## Die alte Stadt Pederneira

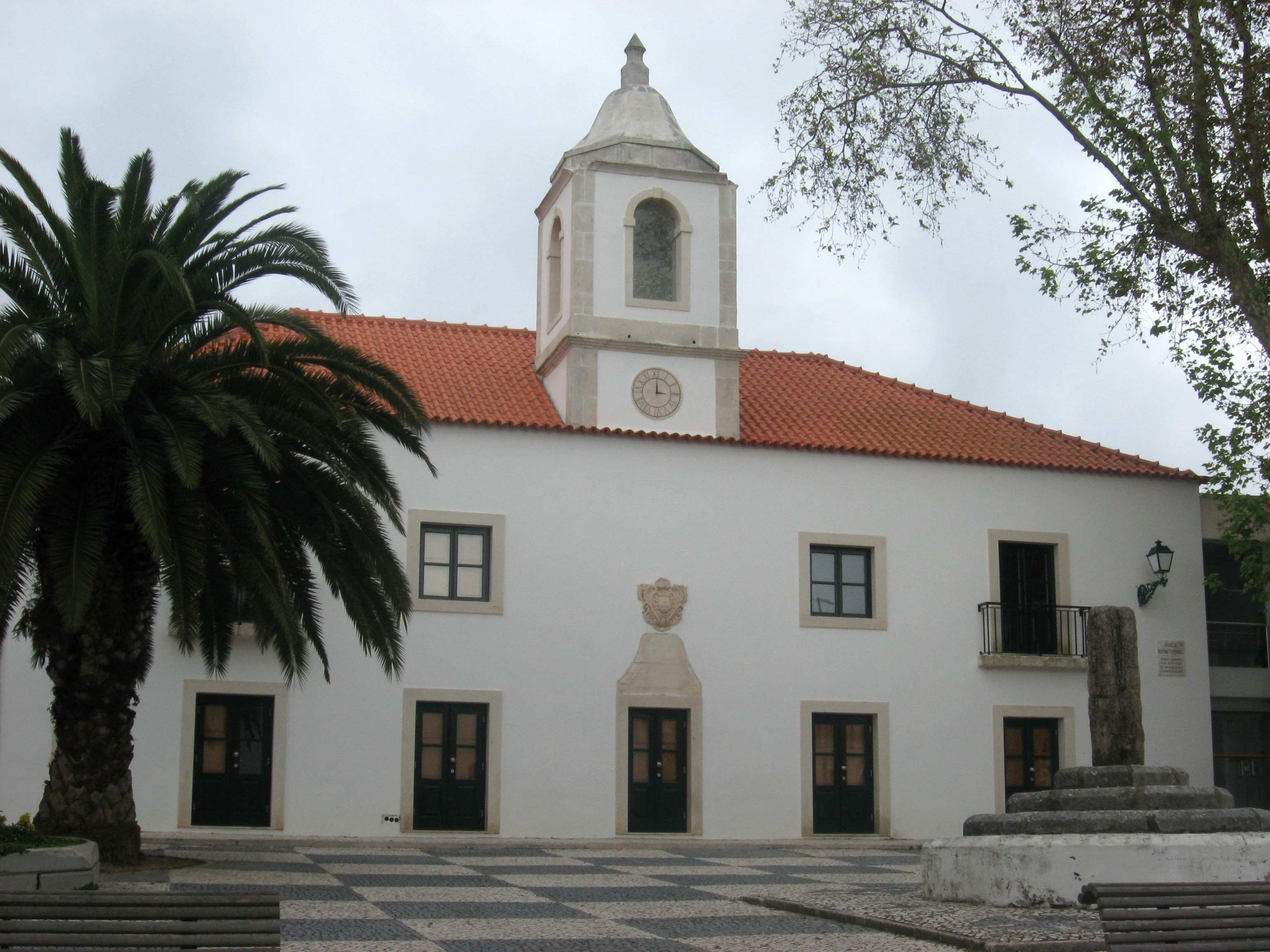
Altes Rathaus mit Rest des Schandpfahls

Pederneira gilt als eine Gründung der Abtei von Alcobaça und war eine der dreizehn Städte der von der Abtei gebildeten Coutos de Alcobaça. Die Bevölkerung von Pederneira existierte aber sicherlich bereits zuvor, zumal von anfänglichen Widerständen gegen die neubegründete Herrschaft der Abtei berichtet wurde. Pederneira erhielt 1236/1238 von der Abtei das eigene Nutzungsrecht. Aufgrund seines Hafens erlangte es recht bald eine Sonderstellung und war nach Alcobaça die bevölkerungsreichste Stadt der Coutos. Als Anfang des 16. Jahrhunderts die Städte im Herrschaftsgebiet der Abtei nach größerer Unabhängigkeit strebten, erhielt auch Pederneira 1514 von König Manuel I. (1469–1521) ein neues Stadtstatut, das den Bürgern größere Selbständigkeit einräumte, aber zugleich die Tributpflicht zugunsten der Abtei von Alcobaça bekräftigte.
Der als Zeichen der Jurisdiktion in allen klösterlichen Gründungen aufgestellte Schandpfahl, portugiesisch „Pelourinho“, wurde durch einen neuen ersetzt, von dem heute noch im historischen Zentrum dieses Stadtteils von Nazaré der Sockel vorhanden ist. Nach der Schließung des Klosters im Jahre 1833/34 kam der Schandpfahl abhanden und in Erinnerung daran wurde 1886 ein neuer schmuckloser Stein auf den Sockel gesetzt, wie der Pelourinho in die heutige Zeit überkommen ist. In seiner Nähe befindet sich auch ein anderes typisches Zeichen der klösterlichen Herrschaft, die Kirche Matriz (Igreja Paroquial de Nossa Senhora das Areias), die in ihrer heutigen Form zwar aus dem 16. Jahrhundert stammt. Ob die frühere Kapelle aus der Gründungszeit an dieser oder an anderer Stelle stand, ist strittig. An diesem Platz liegt auch das alte Rathaus und der spätere Sitz des Landkreises Pederneira bis zum Jahre 1855, als der Landkreis dem Landkreis Alcobaça zugeschlagen wurde, eine Entscheidung die aber 1895 wieder korrigiert wurde. Dieses Gebäude stammt in seiner jetzigen Form aus dem 19. Jahrhundert, geht jedoch offenbar, wie auch andere Gebäude an diesem Platz, auf das frühe 16. Jahrhundert zurück. Aus dem 16. Jahrhundert stammt auch die Stiftung „da Misericórdia“, die bis 1877 ein Hospital betrieb und von der heute noch die Kirche gleichen Namens zeugt.

## Religion

### Santuário de Nossa Senhora da Nazaré

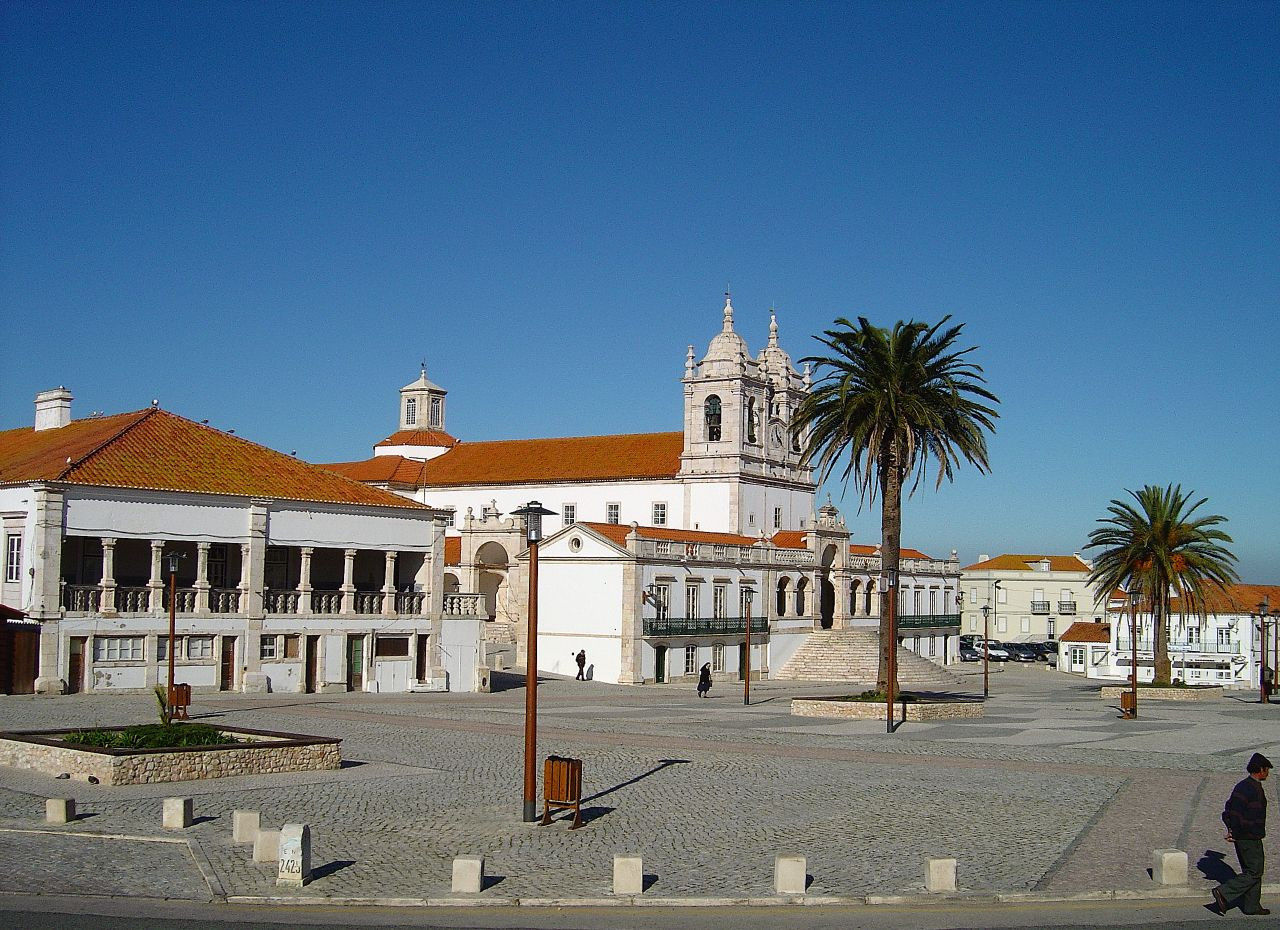
Santuário de Nossa Senhora da Nazaré

Wie bereits der 1912 gewählte Ortsnamen zeigt, leitet Nazaré seine historische Herkunft mehr von dem anderen Ortsteil Sítio de Nossa Senhora da Nazaré (übersetzt: Ort Unserer Frau von Nazareth) her als von der stets als belastend empfundenen Zugehörigkeit zur Herrschaft des Abtei von Alcobaça, wenn sie auch zu den ältesten und größten deren Städte gehörte. Sítio liegt auf dem sich über Nazaré-Strand erhebenden Felsmassiv, dessen Steilwände zum Teil nahezu senkrecht zur Bucht von Nazaré abfallen. Dort befindet sich eine Hochterrasse mit dem Platz Largo de Nossa Senhora da Nazaré, um den herum sich das historische Zentrum mit dem Santuário de Nossa Senhora da Nazaré (Heiligtum Unserer Frau von Nazaré) gruppiert. Hiervon ging die auf der iberischen Halbinsel und im portugiesischen Sprachraum (vor allem in Brasilien) wichtige Marienverehrung in Form der Nossa Senhora da Nazaré aus. Das Heiligtum besteht aus der auf der westlichen Seite liegenden gleichnamigen Kirche und dem sich südlich anschließenden ehemaligen königlichen Palast. Westlich davon folgt der Komplex des ehemaligen Palastes des Rektors der das Heiligtum verwaltenden Bruderschaft, bzw. der späteren Casa Real (Königliches Haus). Dieses Gebäude wurde Ende des 19. Jahrhunderts in ein Krankenhaus umgebaut, das in den letzten Jahrzehnten um moderne Gebäude erweitert wurde. Nördlich des Santuários liegt das Theater Chaby Pinheiro. In der Mitte des Platzes befindet sich der „Coreto“, ein 1897 errichteter Musikpavillon.

### Das Abbild der Nossa Senhora da Nazaré

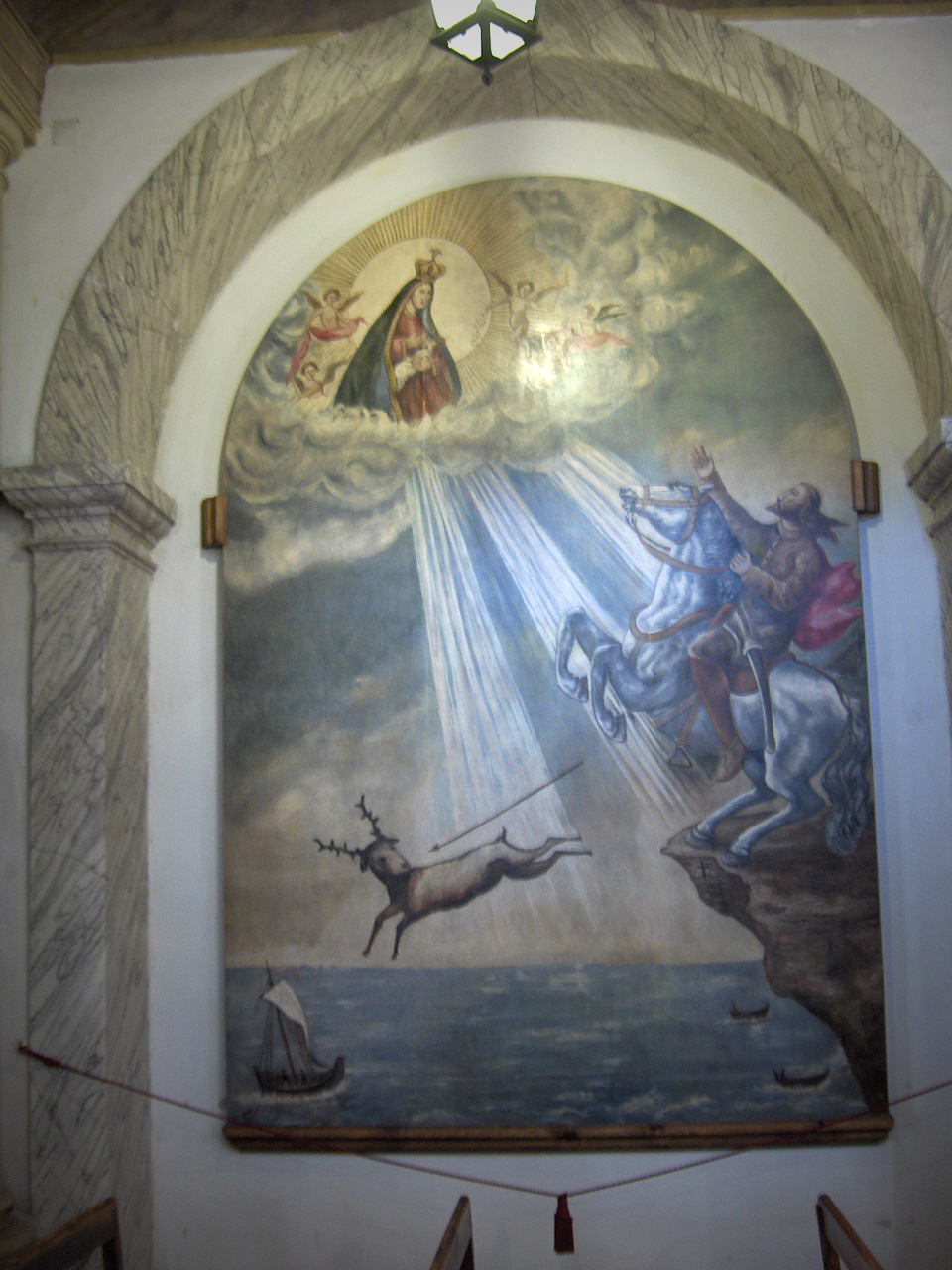
Das Wunder von Sítio

In der Kirche Nossa Senhora da Nazaré ist das Sagrada Imagem de Nossa Senhora da Nazaré (Heiliges Abbild Unserer Frau von Nazaré) der Muttergottes Maria aufbewahrt, einer kleinen knapp 30 cm hohen holzgeschnitzten dunklen Statue der Jesus stillenden Maria. Es soll sich dabei der religiösen Legende nach um eine authentische Darstellung Marias mit Jesus handeln, da die Schnitzarbeit zu jener Zeit in Nazareth in ihrer Anwesenheit hergestellt worden sei. Die Figur soll in einer Felsnische des zu Nazaré-Strand abfallenden Felsmassiv 1179 von Dom Fuas Roupinho, Ritter von Porto de Mós und einem Kampfgefährten des ersten Königs von Portugal, Afonso Henriques bei der Befreiung von den Mauren, gefunden worden sein. Dorthin hatte sie der Sage nach etwa 714 der letzte christliche König der iberischen Halbinsel, der Westgote Roderich und sein Begleiter vor den moslemischen Mauren in Sicherheit gebracht und versteckt. Der Gefährte Roderichs, Roman, hatte sich nach der Sage auf die Anhöhe Sítios, Roderich auf den etwa vier Kilometer landeinwärts bei Valado dos Fradres liegenden 156 m hohen Berg São Bartolomeu (oder auch São Brás genannt) als Einsiedler zurückgezogen. Dom Fuas, der die Statue gefunden hatte, war dort am 8. September 1183 wieder zur Jagd und setzte zu Pferde im dichten Nebel einem Hirsch nach und wäre wie der Hirsch die Steilwand heruntergestürzt, wenn ihn nicht im letzten Augenblick die Senhora da Nazaré gewarnt hätte. Der Gerettete soll zum Dank eine Kapelle über das Versteck errichtet und Sítio der Senhora da Nazeré geschenkt haben. An dieser Stelle steht auf der südöstlichen Seite des Platzes am Steilhang zu Nazaré hin heute die aus dem 16. Jahrhundert stammende „Ermida da Memória“, was Erinnerungskapelle heißt. Dieses Ereignis bildete die Grundlage für die Verehrung der Nossa Senhora da Nazeré, die Sitio zu dem bedeutendsten Marienheiligtum Portugals bis zu Beginn des 20. Jahrhunderts machte, als es von dem etwa 30 km entfernten landeinwärts liegenden Fátima abgelöst wurde. Heute stellt die Verehrung der Nossa Senhora da Nazaré in Brasilien noch eine der wichtigsten Marienverehrungen dar.

### Die Kirche Nossa Senhora da Nazaré

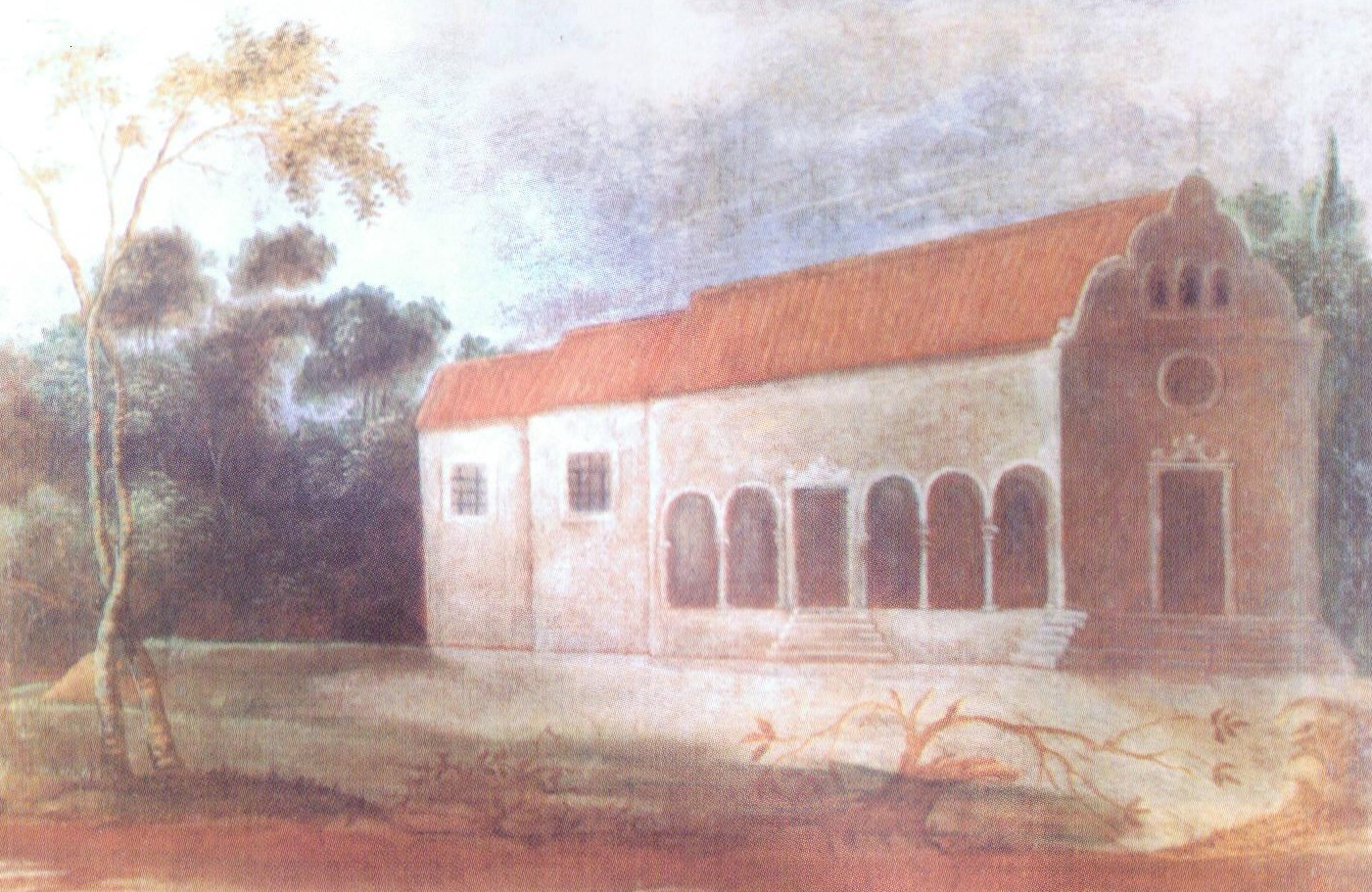
Alte Kirche von 1377

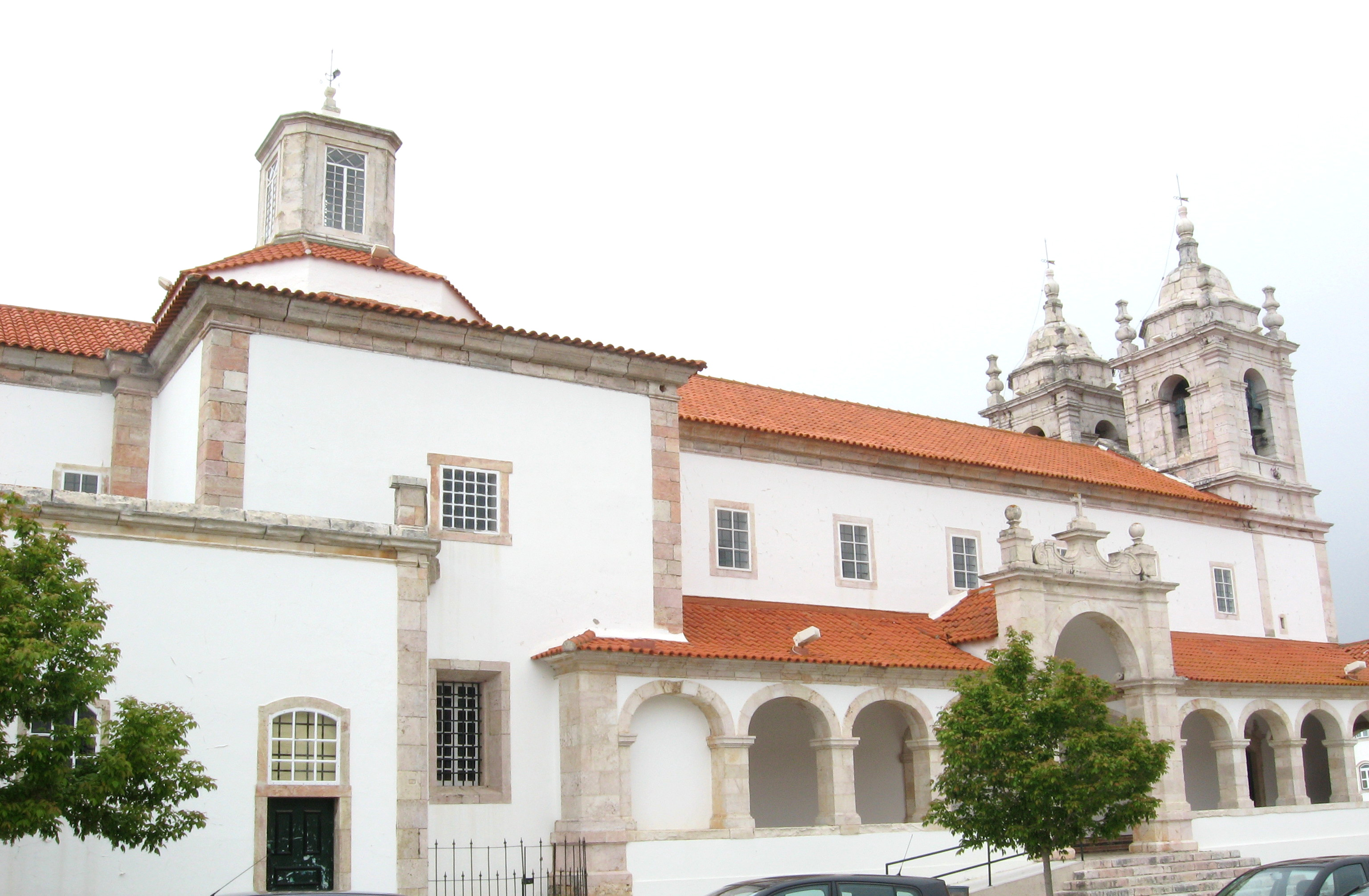
Kirche der Nossa Senhora da Nazaré, Südseite

Die Kirche Nossa Senhora da Nazaré geht zurück auf eine einfachere und kleinere Kirche, die 1377 König Fernando I. (1345–1383) anlässlich einer Pilgerreise nach Sítio zu errichten anordnete. Zuvor war die Madonnenstatue in einer unmittelbar über dem Fundort gebauten angeblich aus dem Jahr 1182 stammenden Kapelle untergebracht. Die Kirche wurde zu Beginn des 17. Jahrhunderts erweitert und dann zwischen 1680 und 1691 vollkommen erneuert, wobei sie ihre heutige Form erhielt. 

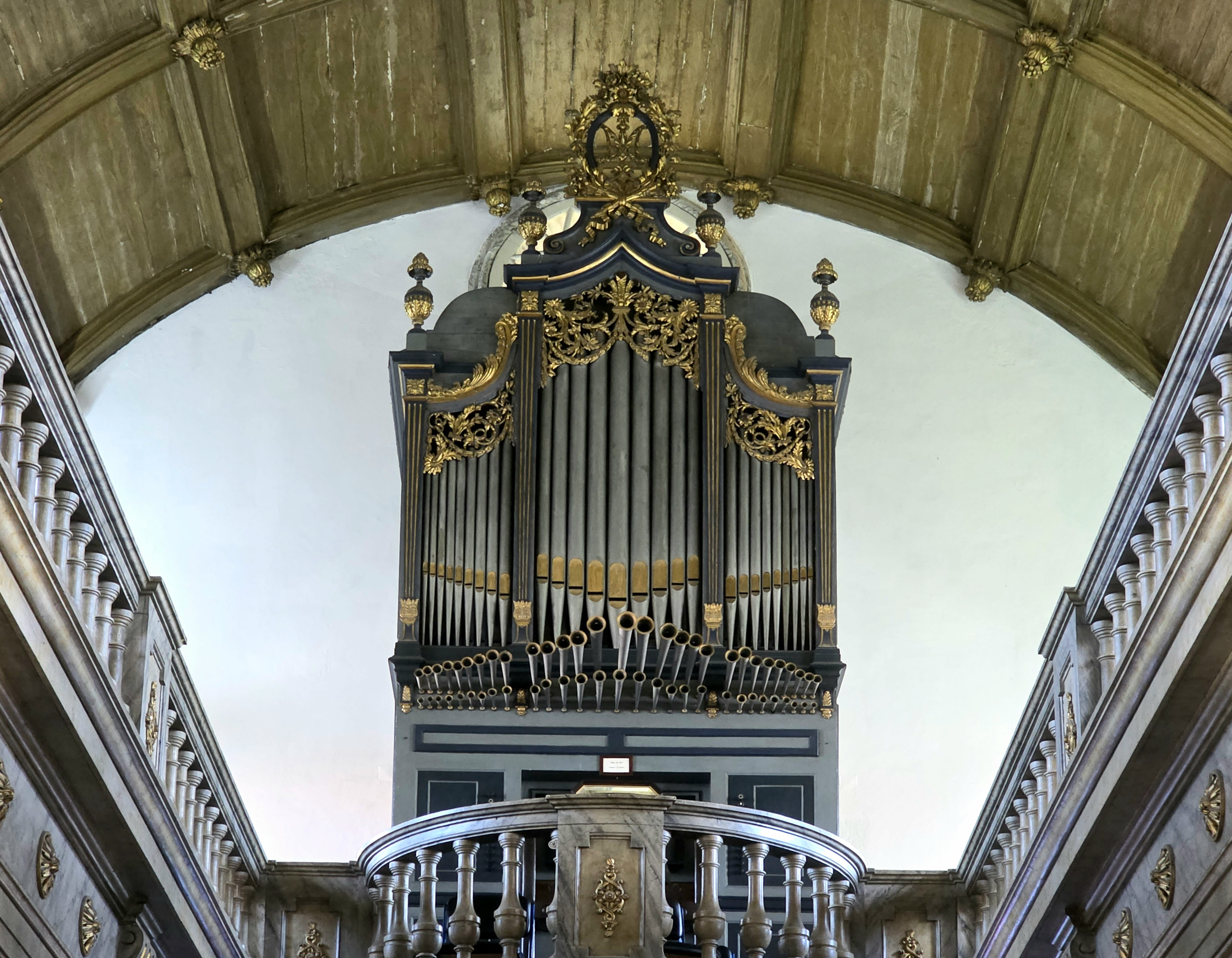
Blick auf die Orgel

1709 wurde sie mit den von dem holländischen Keramikkünstler Willem van der Kloet gestalteten Azulejos prachtvoll ausgestaltet. Zur damaligen Zeit fand die Statue in einem Heiligenschrein im Hauptaltar ihren heutigen Platz, wo Pilger über eine in den Altar eingebaute Tribüne, die von der Rückseite des Altarraumes aus zugänglich ist, an den Schrein herantreten können. Im 18. Jahrhundert fanden mehrere Umgestaltungen statt, bei der die Kirche ihre heutigen Barockelemente erhielt.

### Anwachsende Verehrung

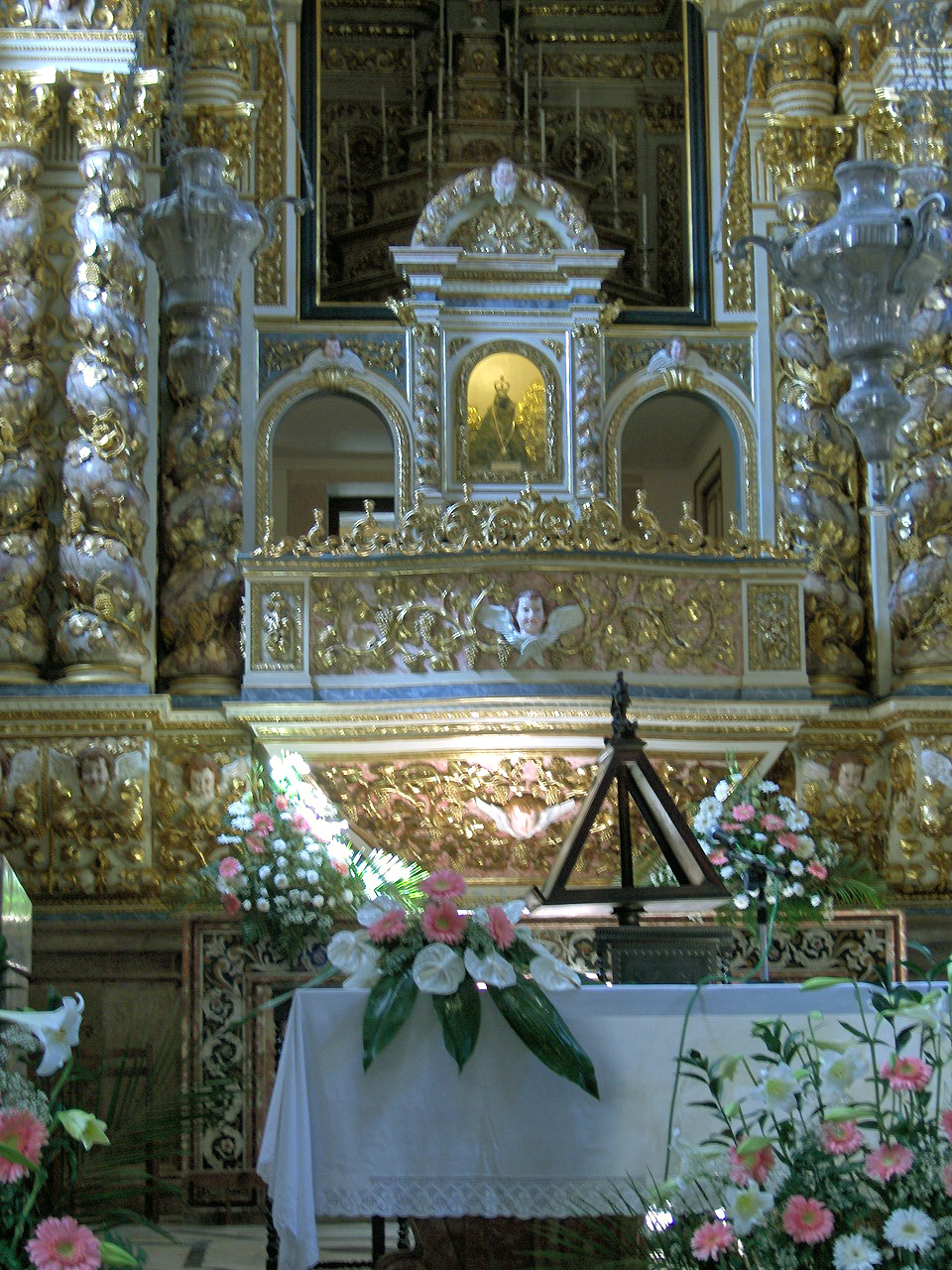
Hauptaltar mit Statue und Bühne

Die Verehrung Unserer Frau von Nazareth in Form ihres in Sítio aufbewahrten legendären Abbildes als Jesus in Nazareth stillende Gottesmutter geht historisch zurück bis ins 13. Jahrhundert. Vasco da Gama (1469–1524) besuchte die Pilgerstätte 1497 vor Beginn seiner Reise zur Entdeckung des Seewegs nach Indien sowie nach Rückkehr 1499. In Erinnerung daran wurde auf dem Platz des Santuários 1939 ein Denkmal aufgestellt. Um die Jahrhundertwende von 1600 veröffentlichte der Hauptchronist des Königs, der Mönch und Historiker Frei Bernardo de Brito, eine historische Darstellung der Geschichte der Senhora da Nazaré und stützte sich dabei auf in der Abtei befindliche Dokumente. Er bestätigt dabei die gesamte Legende als historische Tatsache bis zur Wiedergabe der Urkunde, mit der D. Fuas Sítio an die Senhora da Nazaré geschenkt haben soll. Frei Bernardo de Brito gehörte zu den Chronistas de Alcobaça, das waren Mönche, die über zweihundert Jahre lang die Monarquia Lusitana, ein fortlaufendes Werk über die Geschichte Portugals herausgaben und allerhöchstes Ansehen genossen.
Nachforschungen nachfolgender und auch moderner Historiker haben aber weder solche Urkunden auffinden, noch den Namen des D. Fuas Roupinho, Ritter von Porto de Mós außerhalb der Legende nachweisen können und halten Bernado de Britos Bericht jedenfalls bezüglich der Urkundenlage für eine historische Fälschung. Im 17. Jahrhundert jedoch fachte der Bericht eine Welle der Verehrung der Senhora da Nazaré an, die drei Jahrhunderte andauerte. Aus der behaupteten Schenkung von Sítio an die Senhora da Nazaré leitete die das Heiligtum verwaltende Bruderschaft (Confraria de Nossa Senhora da Nazaré), die aus angesehenen Männern der Stadt Pederneira bestand, ab, dass Sitío nicht zum Herrschaftsgebiet der Abtei von Alcobaça, den Coutos de Alcobaça, gehören könne. Diese Auffassung wurde schließlich von der Krone bestätigt, so dass die Abtei im 17. Jahrhundert Sítio verlor. Diesen Umstand machte Pederneira (als Vorgängerin Nazarés) noch Ende des 19. Jahrhunderts geltend, um als Landkreis wieder die Selbständigkeit, die er für 40 Jahre an den Landkreis Alcobaça verloren hatte, zu erlangen.

### Bedeutung der Confraria und Real Casa de Nossa Senhora da Nazaré

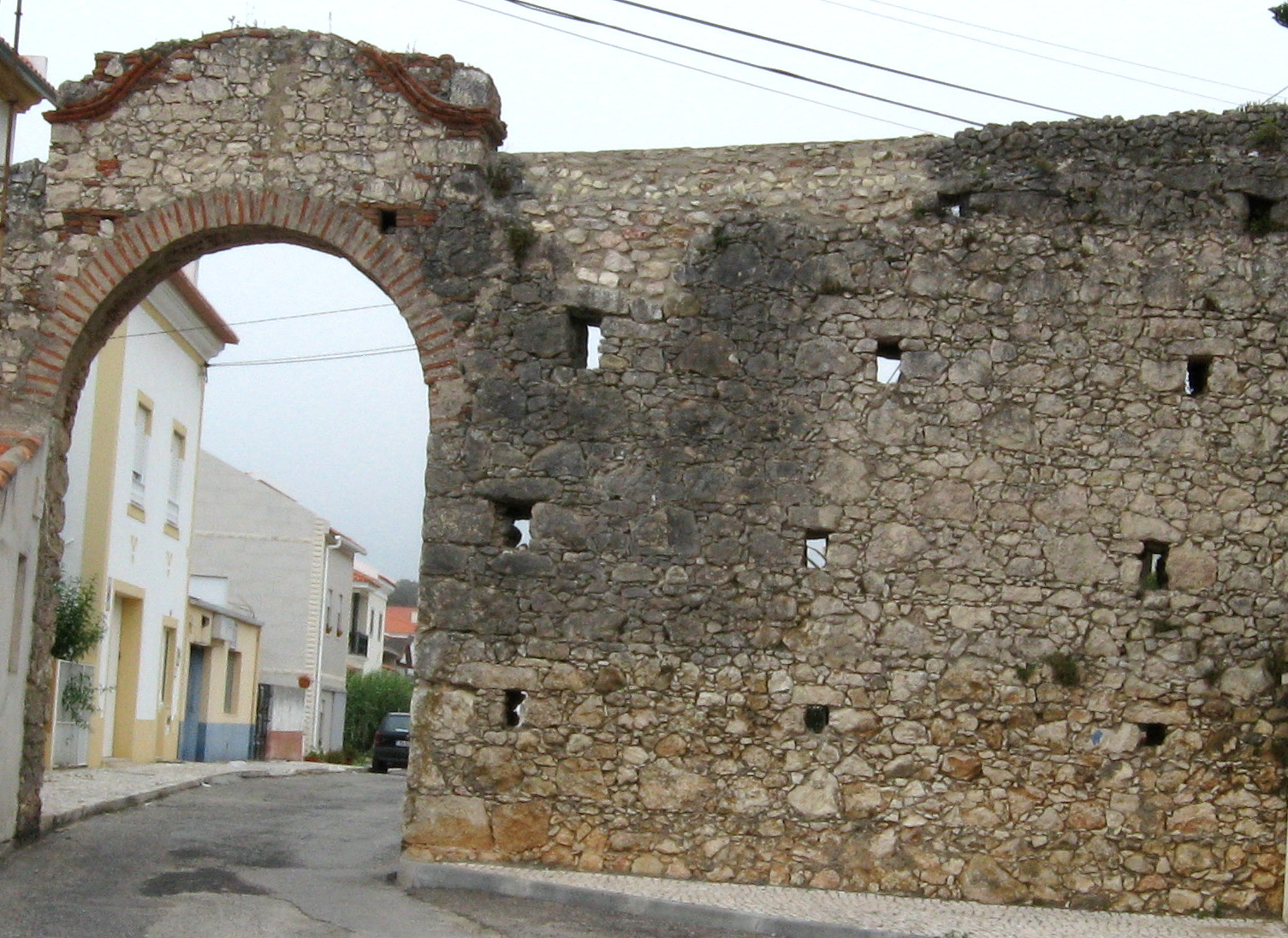
Reste der alten Stadtmauern Sítios

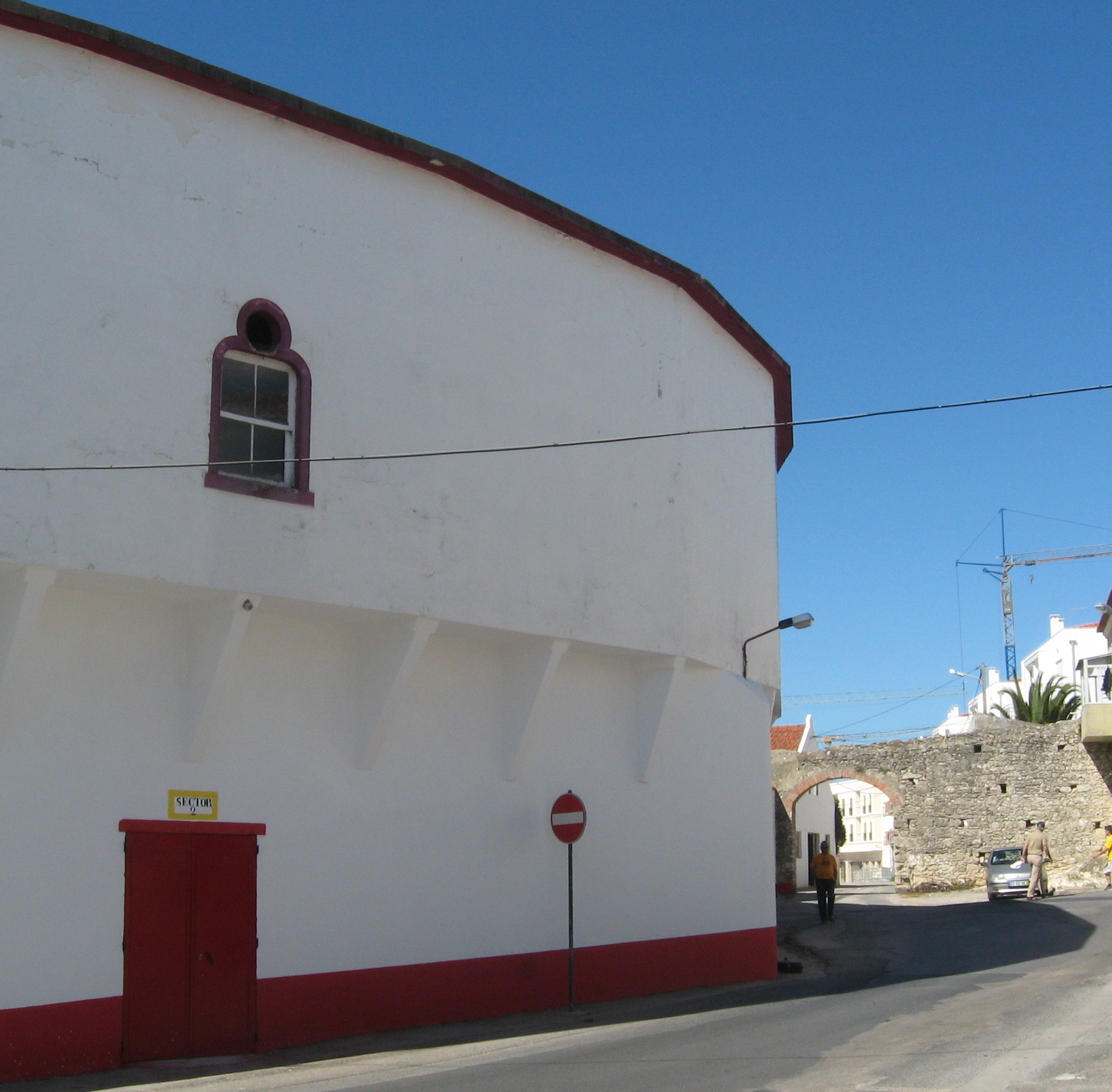
Stierkampfarena mit Stadtmauer

Die Pilger brachten der Senhora da Nazaré Gaben in Form von Gold, Edelsteinen und anderen Preziosen dar, so dass die Bruderschaft angesichts des zunehmenden Andrangs recht schnell ein gewaltiges Vermögen ansammelte, über das ein Inventarverzeichnis aus dem Jahre 1608 noch heute Rechenschaft legt. Das blieb der Krone nicht unbemerkt, die daraufhin die Verwaltung des Heiligtums übernahm, die sich fortan A Real Casa de Nossa Senhora de Nazaré (Königliches Haus Unserer Lieben Frau von Nazereth) nannte. Der Reichtum ermöglichte dem Real Casa den Ausbau Sítios. 1718 ließ der Verwalter der Real Casa, der Herzog von Cadaval, den königlichen Palast auf der Südseite der Kirche errichten. Auch die anderen die Kirche umgebenden Gebäude wurden von der Real Casa errichtet. Sítio wurde, soweit dies nicht schon im 16. Jahrhundert geschehen war, befestigt, ein Teil der hohen Stadtmauer ist heute noch vorhanden. 1712 baute die Real Casa de Nossa Senhora da Nazaré die erste Stierkampfarena, die 1802 erneuert wurde, aber bei der ersten Invasion der Franzosen während der Napoleonischen Kriege 1808 in Brand gesetzt und vernichtet wurde. Nach Jahrzehnten der Provisorien wurde 1891 von der Real Casa die neue Stierkampfarena errichtet mit Platz für 5.000 Zuschauer. Die 1889 eröffnete Bahnverbindung zwischen Nazaré Strand und Sítio wurde unter wesentlicher Beteiligung der Real Casa gebaut, die auch eine Zeitlang Eigentümerin der Bahn war, bis sie sie an den Landkreis Nazaré verkaufte. 1877 wurde der Palast des Rektors und Leiters der Real Casa in ein Hospital umgebaut, das seither der medizinische Versorgung des Landkreises Nazaré dient und erheblich erweitert wurde. Noch zu Beginn des 20. Jahrhunderts wurde auf der Nordseite des Santuário ein Theater mit 410 Plätzen errichtet. Nach der Abschaffung der Monarchie im Jahre 1910 wurde im Jahre 1926 die Confraria de Nossa Senhora da Nazaré (Bruderschaft Unserer Frau von Nazareth) als katholischer Laienorden neu gegründet und wurde vom Staat mit der weiteren Verwaltung all dieser Einrichtungen beauftragt. Die Bruderschaft betreibt auch heute noch alle Einrichtungen wie Kirche, Hospital, Theater mit Kongresszentrum, Museum, Stierkampfarena, Kindergarten, Altenheim, Tagesstätten, eine Land- und Forstwirtschaft sowie sonstige touristische Anlagen.

## Fort São Miguel Acanjo

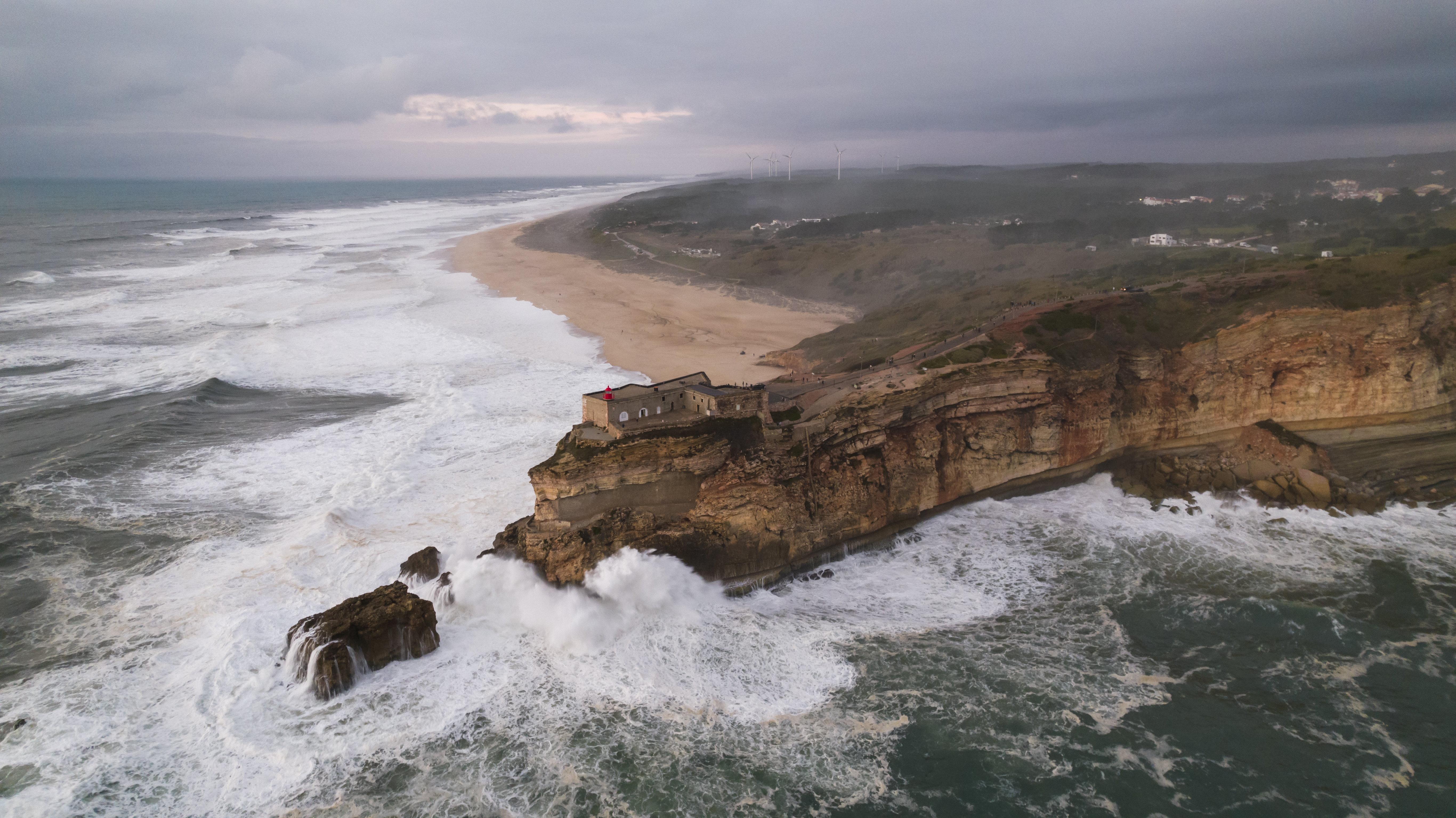
Fort São Miguel, Seeseite

Das Felsplateau, auf dem Sítio liegt, fällt in Richtung Westen auf einem schmalen Kamm zum Meer hin ab, wo sich in etwa einem Drittel der Höhe das Forte S. Miguel Acanjo (heute auch bekannt als Farol de Nazaré, Leuchtturm von Nazaré) befindet. Dieses Fort wurde 1577 unter der Regierung von König Sebastião (1554–1578) zum Schutze des Santuários von Sítio sowie der Bevölkerung von Pederneira und dessen wichtigen Hafens errichtet, um den ständigen Angriffen der Piraten Einhalt zu gebieten. Es wurde 1600 zur Zeit der Zugehörigkeit Portugals zu Spanien durch den spanischen König Philipp III., der nach portugiesischer Zählung als Philipp II. geführt wird, verstärkt. Während der französischen Invasion von 1807/8 besetzten die Franzosen das Fort. Die Bevölkerung Pederneiras, wegen der von den Franzosen in Sítio angerichteten Verwüstungen empört, vertrieb die im Fort verschanzten Soldaten aus eigener Kraft. Zu Beginn des 20. Jahrhunderts wurde das Fort deaktiviert und 1903 in ihm ein Leuchtturm errichtet. Dieser arbeitet heute mit einer Leuchtkraft von 15 Seemeilen.

## Nazaré im Film
Nazaré war, in seiner früheren Eigenschaft als kleines und typisches Fischerdorf, mehrmals Schauplatz von Filmaufnahmen. Darunter waren sowohl internationale Produktionen, wie etwa Pierre Gaspard-Huits Die schöne Portugiesin (orig.: Les Lavandières du Portugal; 1957, mit Darry Cowl, Anne Vernon und Jean-Claude Pascal), als auch Produktionen des Portugiesischen Films, wie Manuel Guimarães’ Nazaré (1952, mit Virgílio Teixeira und Helga Liné). Auch der wichtigste portugiesische Film der Stummfilmzeit wurde hier gedreht, Maria do Mar (1930).
Neben Spielfilmen und Episoden von Fernsehserien wurden hier auch eine Vielzahl Dokumentarfilme gedreht, darunter Surf-Reportagen, Reisefilme, Filme zu Themen aus Natur und Wissenschaft u. a.
Es folgt eine chronologisch sortierte Auswahl an Filmen, die in Nazaré gedreht wurden:

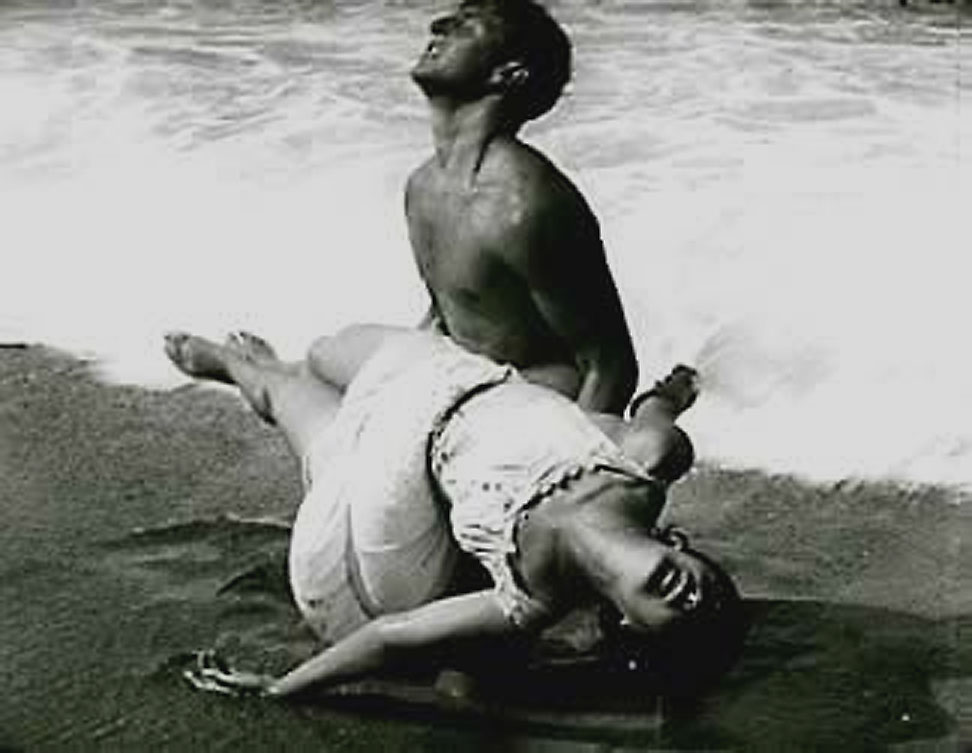
Manuel rettet Maria aus dem Meer, eine der bekanntesten Szenen des wegweisenden Films Maria do Mar (1930). Nazaré ist seit Beginn des 20. Jahrhunderts häufig Drehort für Filme.

- 1923: Os Olhos da Alma, Regie: Roger Lion
- 1930: Maria do Mar, Regie: José Leitão de Barros
- 1952: Nazaré, Regie: Manuel Guimarães
- 1954: Nächte in Lissabon (Les Amants du Tage), Regie: Henri Verneuil
- 1957: Die schöne Portugiesin (Les Lavandières du Portugal), Regie: Pierre Gaspard-Huit
- 1982: A Estrangeira, Regie: João Mário Grilo
- 1986: Der Mann vom anderen Stern (Folgen der US-TV-Serie)
- 1993: Anyone for Bridge?, Regie: William Lorton (Kurzfilm)
- 1999: Quasimodo d'El Paris, Regie: Patrick Timsit
- 2005: The Last Furlong (irische TV-Comedy-Serie)
- 2019–2021: Nazaré (portugiesische Telenovela)